# 穆阿库尔
穆阿库尔（法語：Mouacourt，法語發音：[mwakuʁ]）是法国默尔特-摩泽尔省的一个市镇，属于吕内维尔区。

## 地理
穆阿库尔（48°40'41"N, 6°37'36"E）面积8.5 平方千米，位于法国大東部大區默尔特-摩泽尔省，该省份为法国东北部内陆省份，是洛林的一部分，北邻比利时、卢森堡，北起顺时针与摩泽尔省、下莱茵省、孚日省和默兹省接壤。
与穆阿库尔接壤的市镇（或旧市镇、城区）包括：宽库尔、昂贝尔梅尼勒、帕鲁瓦、克叙尔。

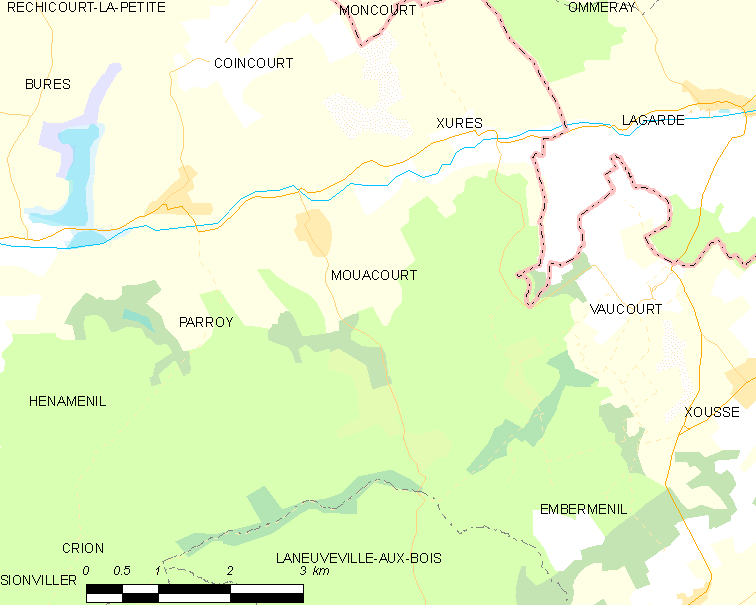
穆阿库尔的OSM定位图

穆阿库尔的时区为UTC+01:00、UTC+02:00（夏令时）。

## 行政
穆阿库尔的邮政编码为54370，INSEE市镇编码为54388。

## 政治
穆阿库尔所属的省级选区为巴卡拉县。

## 人口

1962-2008年间穆阿库尔人口变化图示

穆阿库尔于2022年1月1日时的人口数量为75人。